# ترانغل ستاف
ترانغل ستاف (باليابانية: 有限会社トライアングルスタッフ، بالروماجي: Yūgen-gaisha Toraianguru Sutaffu) هو استوديو رسوم متحركة ياباني، تأسس في يناير عام 1987 من قبل موظفين سابقين في استوديو مادهاوس، وأغلق في ديسمبر عام 2002، ويقع مقره في سوغينامي في طوكيو.

## أعمال الاستوديو

### مسلسلات أنمي تلفزيونية
- سيريال اكسبيرمنت لاين (1998)
- نادي السحر (1999 بالتعاون مع مادهاوس)
- بوغيبوب فانتوم (2000 بالتعاون مع مادهاوس)

### أوفا
- سي بي كيارا ناغاي غو واردو (1991)

## وصلات خارجية
- الموقع الرسمي باللغة اليابانية
- ترانغل ستاف على موقع IMDb (الإنجليزية)